# Scultura fluttuante Celle
Scultura fluttuante Celle è un'installazione contemporanea di Marta Pan custodita nel parco di Villa Celle (Collezione Gori) in provincia di Pistoia.
Realizzata nel 1990, in Alluminio verniciato, le due piattaforme misurano 3 m e 1,5 m.
Marta Pan è stata invitata da Giuliano Gori per lavorare specificatamente in quest'ambiente, il lago della villa.
La scultura è situata vicino all'angolo formato dalla strada del percorso ed il ponte che oltrepassa il lago. È composta da due  elementi della medesima forma ma di diverse dimensioni, che sono ancorati al fondo ma comunque liberi di fluttuare di qualche metro e di specchiarsi sull'acqua. Idealmente, partendo da una sfera le è stato sottratto il volume corrispondente alla posizione di altre quattro sfere, così si creano questi angoli particolari.
Dall'altra parte del lago vi è un piccolo molo immerso dove c'è una barca che i visitatori possono prendere per avvicinarsi all'opera.